# 莲峰镇 (渭源县)
莲峰镇，是中华人民共和国甘肃省定西市渭源县下辖的一个乡镇级行政单位。

## 行政区划
莲峰镇下辖以下地区：
杨家咀村、下街村、上街村、幸福村、何家湾村、孔家坪村、首阳村、张家滩村、古迹坪村、菜子坡村、簸箕湾村、下寨村、岔口村、坡儿村、团结村、绽坡村、老庄村、刘营村、元明村、蒲河村、石门村、选道村和天池村。